# Борисова, Екатерина Борисовна
Екатерина Борисовна Борисова (псевдоним; урождённая Долбежева, по первому мужу Ротова, во втором браке Коварская; 24 июля (6 августа) 1906, Урумчи — 27 февраля 1972) — русская детская писательница и драматург.

## Биография
Родилась в семье сотрудника российского консульства в Западном Китае, этнографа Бориса Васильевича Долбежева. Племянница русского консула в Турфане (1905), Улясутае (1906—1909) и Чугучаке (1910—1916) В. В. Долбежева (1873, Владикавказ — 1958, Сан-Франциско); внучка археолога Василия Ивановича Долбежева (1842—1911), основателя Музея Терской области во Владикавказе.
С 4 лет, после смерти отца, жила в России — сперва во Владикавказе, затем в Петрограде, с началом революционных событий вновь во Владикавказе. Некоторое время играла в городском театре.

В 1925 году вышла замуж за художника Константина Ротова и переехала в Москву. После ареста Ротова (1940) вышла замуж вторично за сценариста и литературоведа Николая Ароновича Коварского, продолжая поддерживать первого мужа в лагерях и ссылках. Н. А. Коварский удочерил её ребёнка от первого брака Ирину (1928—2007), которая впоследствии стала женой актёра Алексея Баталова.
Дебютировала как драматург в 1949 году пьесой «Маленький певец» (в соавторстве с Л. Брошкевич). Затем осуществила инсценировки для кукольного театра сказок «Золотой ключик» А. Н. Толстого и «Иванушка». В общей сложности Борисовой принадлежит 11 пьес для детей, входивших в репертуары ведущих российских театров, в том числе Театра имени Моссовета, Театра Советской Армии, Театра кукол Сергея Образцова, Псковского драматического театра и других.
Пьеса-сказка «Когда часы пробили полночь» (1962) была в дальнейшем переработана Борисовой в сказочную повесть «Счастливый конец» (1967), изданную с иллюстрациями Александра и Валерия Трауготов. Эта книга, «задорная и поэтичная», «светлая и очень важная для детей», была переиздана в 2012 году, дополненная не вошедшими в первое издание и новыми иллюстрациями Александра Траугота. Как отмечает современный критик, книгу «отличает особая театральная камерность, даже условность, идущая только во благо», к тому же «Борисовой удалось создать очень интересный с формальной точки зрения текст».

Борисова также опубликовала вторую сказочную повесть, «Спеши, пока горит свеча» (1972), сюжет которой (клочок бумаги-пергамент, свеча, волшебные слова-заклинание и закрытая пещера с сокровищами) очень похож на мультфильм 1959 года «Легенда о Завещании мавра».